# جيمس تايلور (سياسي كندي، مواليد 1794)
جيمس تايلور هو شخصية أعمال وسياسي كندي، ولد في 1794 في فريدريكتون في كندا، وتوفي في 1856. انتخب عضو الجمعية التشريعية لنيو برونزويك ‏ عن دائرة York County, New Brunswick ‏ (1833 – 1856).